# Båthustjärnen (Lycksele socken, Lappland)
Båthustjärnen är en sjö i Lycksele kommun i Lappland och ingår i Umeälvens huvudavrinningsområde.